# Järnvägslinjen Sala–Oxelösund
Järnvägen Sala–Oxelösund är samlingsnamnet på tre järnvägssträckor: Sala–Västerås, Kolbäck–Rekarne och Eskilstuna–Oxelösund. Tillsammans med mellanliggande delar av Mälarbanan och Svealandsbanan bildar ett nord–sydligt stråk genom Mälardalsregionen.

## Historia
Den norra delen byggdes 1875 av Sala–Tillberga Järnväg, men drevs av Stockholm-Västerås-Bergslagens Järnvägar (SWB). Banan köptes 1906 av SWB, som i sin tur förstatligades 1944. Sträckan Tillberga–Västerås ingick i den SWB-ägda linjen mellan Stockholm och Västerås (under 1990-talet ersatt av ny sträckning av Mälarbanan).
Banans södra del, mellan Kolbäck och Oxelösund, stod klar 1877 som Oxelösund–Flen–Västmanlands Järnväg (OFWJ). OFWJ byggdes för att förbinda Bergslagen med Oxelösunds hamn. 1897 uppgick denna i Trafik AB Grängesberg–Oxelösund som 1931 blev TGOJ, och blev 1988 en del av Banverkets nät.

## Trafikering
Mellan Sala och Flen trafikeras banan av Mälartågs linje Uppsala–Sala–Västerås–Eskilstuna–Flen-Katrineholm–Linköping.
Mellan Flen och Oxelösund går sedan 1980-talet endast godståg.